# 严灏景
严灏景（1920年—2008年），男，江苏丹阳人，中国纤维和纱线结构专家、纺织教育家，曾任中国纺织大学教授、博士生导师。